# Chromosome 21 humain
Le chromosome 21 est le plus petit des 23 paires de chromosomes humains. C'est un des 22 autosomes et l'un des cinq chromosomes acrocentriques.

## Caractéristiques du chromosome 21
- Nombre de paires de base : 46 944 323
- Nombre de gènes : 271
- Nombre de gènes connus : 243
- Nombre de pseudogènes : 87
- Nombre de variations des nucléotides (S.N.P ou single nucleotide polymorphisme) : 131 740

## Maladies chromosomiques décrites du chromosome
- La trisomie 21 (présence de trois chromosomes 21 au lieu de deux) est l'anomalie chromosomique la plus connue et la plus fréquente, responsable du syndrome de Down.

## Gènes localisés sur le chromosome 21
- gène SOD1 qui code la superoxide dismutase [Cu-Zn]

## Maladies localisées sur le chromosome 21
- La nomenclature utilisée pour localiser un gène est décrite dans l'article de celui-ci
- Les maladies en rapport avec des anomalies génétiques localisées sur le chromosome 21 sont :

| Maladies localisées sur le chromosome 21                  | Maladies localisées sur le chromosome 21 | Maladies localisées sur le chromosome 21 | Maladies localisées sur le chromosome 21 | Maladies localisées sur le chromosome 21 | Maladies localisées sur le chromosome 21 |
| --------------------------------------------------------- | ---------------------------------------- | ---------------------------------------- | ---------------------------------------- | ---------------------------------------- | ---------------------------------------- |
| Pathologie                                                | Transmission                             | O.M.I.M                                  | Locus                                    | Gène                                     | Protéine codée par le gène               |
| Bras long                                                 |                                          |                                          |                                          |                                          |                                          |
|                                                           |                                          |                                          |                                          |                                          |                                          |
|                                                           |                                          |                                          |                                          |                                          |                                          |
|                                                           |                                          |                                          |                                          |                                          |                                          |
|                                                           |                                          |                                          |                                          |                                          |                                          |
|                                                           |                                          |                                          |                                          |                                          |                                          |
|                                                           |                                          |                                          | q23                                      |                                          |                                          |
|                                                           |                                          |                                          | q23                                      |                                          |                                          |
|                                                           |                                          |                                          |                                          |                                          |                                          |
| Maladie d'Unverricht-Lundborg                             | Récessive                                |                                          | q22.3                                    |                                          |                                          |
| Homocystinurie par déficit en cystathionine bêta-synthase | Récessive                                | 236200                                   | q22.3                                    | CBS                                      | Cystathionine beta-synthase              |
| Myopathie de Bethlem                                      | Dominante                                | 158810                                   | q22.3                                    | COL6A1-COL6A2                            |                                          |
| Dystrophie congénitale musculaire d'Ullrich               | Récessive                                | 254090                                   | q22.3                                    | COL6A1-COL6A2                            |                                          |
| Syndrome de Romano-Ward                                   | Dominante                                |                                          | q22.1                                    |                                          |                                          |
| Syndrome de Jervell et Lange-Nielsen                      | Récessive                                | 220400                                   | q22                                      | KCNE1                                    |                                          |
|                                                           |                                          |                                          | q22                                      |                                          |                                          |
|                                                           |                                          |                                          |                                          |                                          |                                          |
| Syndrome d'Usher type 1                                   |                                          |                                          |                                          |                                          |                                          |
|                                                           |                                          |                                          | q21                                      |                                          |                                          |
|                                                           |                                          |                                          |                                          |                                          |                                          |
|                                                           |                                          |                                          |                                          |                                          |                                          |
|                                                           |                                          |                                          |                                          |                                          |                                          |
|                                                           |                                          |                                          |                                          |                                          |                                          |
|                                                           |                                          |                                          | q13                                      |                                          |                                          |
|                                                           |                                          |                                          |                                          |                                          |                                          |
|                                                           |                                          |                                          |                                          |                                          |                                          |
|                                                           |                                          |                                          |                                          |                                          |                                          |
|                                                           |                                          |                                          |                                          |                                          |                                          |
|                                                           |                                          |                                          | q12                                      |                                          |                                          |
|                                                           |                                          |                                          |                                          |                                          |                                          |
|                                                           |                                          |                                          |                                          |                                          |                                          |
|                                                           |                                          |                                          |                                          |                                          |                                          |
|                                                           |                                          |                                          |                                          |                                          |                                          |
|                                                           |                                          |                                          |                                          |                                          |                                          |
|                                                           |                                          |                                          | q11                                      |                                          |                                          |
|                                                           |                                          |                                          |                                          |                                          |                                          |
|                                                           |                                          |                                          |                                          |                                          |                                          |
|                                                           |                                          |                                          |                                          |                                          |                                          |
| Bras court                                                |                                          |                                          |                                          |                                          |                                          |
|                                                           |                                          |                                          |                                          |                                          |                                          |
|                                                           |                                          |                                          |                                          |                                          |                                          |
|                                                           |                                          |                                          |                                          |                                          |                                          |
|                                                           |                                          |                                          |                                          |                                          |                                          |
|                                                           |                                          |                                          |                                          |                                          |                                          |
|                                                           |                                          |                                          |                                          |                                          |                                          |
|                                                           |                                          |                                          | p11                                      |                                          |                                          |
|                                                           |                                          |                                          |                                          |                                          |                                          |
|                                                           |                                          |                                          |                                          |                                          |                                          |
|                                                           |                                          |                                          |                                          |                                          |                                          |
|                                                           |                                          |                                          |                                          |                                          |                                          |
|                                                           |                                          |                                          | p12                                      |                                          |                                          |
|                                                           |                                          |                                          |                                          |                                          |                                          |
|                                                           |                                          |                                          |                                          |                                          |                                          |
|                                                           |                                          |                                          |                                          |                                          |                                          |
|                                                           |                                          |                                          |                                          |                                          |                                          |
|                                                           |                                          |                                          | p13                                      |                                          |                                          |
|                                                           |                                          |                                          |                                          |                                          |                                          |
|                                                           |                                          |                                          |                                          |                                          |                                          |
|                                                           |                                          |                                          |                                          |                                          |                                          |
|                                                           |                                          |                                          |                                          |                                          |                                          |
|                                                           |                                          |                                          |                                          |                                          |                                          |